# Dawinkopf
Le Dawinkopf est une montagne qui s’élève à 2 968 m d’altitude dans les Alpes de Lechtal, en Autriche.